# Cercophora recta
Cercophora recta är en svampart som beskrevs av A.E. Bell & Mahoney 2005. Cercophora recta ingår i släktet Cercophora och familjen Lasiosphaeriaceae.   Inga underarter finns listade i Catalogue of Life.